# Campeonato Mundial de Voleibol Feminino de 1986
O Campeonato Mundial de Voleibol Feminino de 1986 foi a décima edição do torneio organizado pela Federação Internacional de Voleibol (FIVB). Foi realizado em Praga, Checoslováquia, de 2 a 13 de setembro de 1982. A seleção chinesa sagrou-se bicampeã mundial ao vencer as cubanas na decisão por três sets a um. O Peru ficou com a medalha de bronze ao derrotar a Alemanha Oriental por três a um.

## Times
| Grupo A - Bulgária - Canadá - Tchecoslováquia - Coreia do Sul | Grupo B - China - Alemanha Oriental - Tunísia - União Soviética | Grupo C - Brasil - Cuba - Peru - Alemanha Ocidental | Grupo D - Itália - Japão - Coreia do Norte - Estados Unidos |

## Fase Final
|  | Semi-finais                    | Semi-finais                    |   |                                | Final                          | Final |  |
|  |                                |                                |   |                                |                                |       |  |
|  | 11 de setembro de 1986 – Praga |                                |   |                                |                                |       |  |
|  | Cuba                           | 3                              |   |                                |                                |       |  |
|  | Alemanha Oriental              | 1                              |   |                                |                                |       |  |
|  |                                |                                |   |                                |                                |       |  |
|  |                                |                                |   |                                | 13 de setembro de 1986 – Praga |       |  |
|  |                                |                                |   |                                | Cuba                           | 1     |  |
|  |                                | China                          | 3 |                                |                                |       |  |
|  |                                |                                |   |                                |                                |       |  |
|  |                                |                                |   |                                |                                |       |  |
|  |                                |                                |   |                                | 3º lugar                       |       |  |
|  | 11 de setembro de 1986 – Praga | 11 de setembro de 1986 – Praga |   | 13 de setembro de 1986 – Praga | 13 de setembro de 1986 – Praga |       |  |
|  | Peru                           | 0                              |   | Alemanha Oriental              | 1                              |       |  |
|  | China                          | 3                              |   |                                | Peru                           | 3     |  |

### Classificação 5º a 8º
|  | 5º-8º lugar                    | 5º-8º lugar                    |   |                                | 5º lugar                       | 5º lugar |  |
|  |                                |                                |   |                                |                                |          |  |
|  | 11 de setembro de 1986 – Praga |                                |   |                                |                                |          |  |
|  | Brasil                         | 3                              |   |                                |                                |          |  |
|  | Japão                          | 1                              |   |                                |                                |          |  |
|  |                                |                                |   |                                |                                |          |  |
|  |                                |                                |   |                                | 12 de setembro de 1986 – Praga |          |  |
|  |                                |                                |   |                                | Brasil                         | 3        |  |
|  |                                | União Soviética                | 0 |                                |                                |          |  |
|  |                                |                                |   |                                |                                |          |  |
|  |                                |                                |   |                                |                                |          |  |
|  |                                |                                |   |                                | 7º lugar                       |          |  |
|  | 11 de setembro de 1986 – Praga | 11 de setembro de 1986 – Praga |   | 12 de setembro de 1986 – Praga | 12 de setembro de 1986 – Praga |          |  |
|  | União Soviética                | 3                              |   | Japão                          | 3                              |          |  |
|  | Coreia do Sul                  | 0                              |   |                                | Coreia do Sul                  | 0        |  |

### Classificação 9º ao 12º lugar
|  | 9º-12º lugar                   | 9º-12º lugar                   |   |                                | 9º lugar                       | 9º lugar |  |
|  |                                |                                |   |                                |                                |          |  |
|  | 11 de setembro de 1986 – Praga |                                |   |                                |                                |          |  |
|  | Itália                         | 3                              |   |                                |                                |          |  |
|  | Bulgária                       | 2                              |   |                                |                                |          |  |
|  |                                |                                |   |                                |                                |          |  |
|  |                                |                                |   |                                | 12 de setembro de 1986 – Praga |          |  |
|  |                                |                                |   |                                | Itália                         | 3        |  |
|  |                                | Estados Unidos                 | 1 |                                |                                |          |  |
|  |                                |                                |   |                                |                                |          |  |
|  |                                |                                |   |                                |                                |          |  |
|  |                                |                                |   |                                | 11º lugar                      |          |  |
|  | 11 de setembro de 1986 – Praga | 11 de setembro de 1986 – Praga |   | 12 de setembro de 1986 – Praga | 12 de setembro de 1986 – Praga |          |  |
|  | Estados Unidos                 | 3                              |   | Bulgária                       | 1                              |          |  |
|  | Tchecoslováquia                | 2                              |   |                                | Tchecoslováquia                | 3        |  |

## Classificação Final
| 1. China 2. Cuba 3. Peru 4. Alemanha Oriental 5. Brasil 6. União Soviética 7. Japão 8. Coreia do Sul 9. Itália 10. Estados Unidos 11. Tchecoslováquia 12. Bulgária 13. Alemanha Ocidental 14. Coreia do Norte 15. Canadá 16. Tunísia \| Campeonato Mundial de Voleibol Feminino de 1986 \| \| Campeão \| \| ----------------------------------------------- \| \| China 2º Título \| Elenco Hu Xiaofeng, Hou Yuzhu, Ying Jiang, Li Yanjun, Liang Yan, Wei Liu, Su Huijuan, Wu Dan , Yang Xiaojun, Yang Xilan, Yin Gin, e Zheng Meizhu . · Treinador: Zhang Rongfang. |
| Campeonato Mundial de Voleibol Feminino de 1986 |
| Campeão |
| |
| China 2º Título |

## Prêmios individuais
- Most Valuable Player
  - Yang Xilan  China

- Melhor Bloqueadora
  - Valentina Ogiyenko  União Soviética

- Melhor Defensora
  - Denise Fajardo  Peru